# Heilig Kerstmisgilde

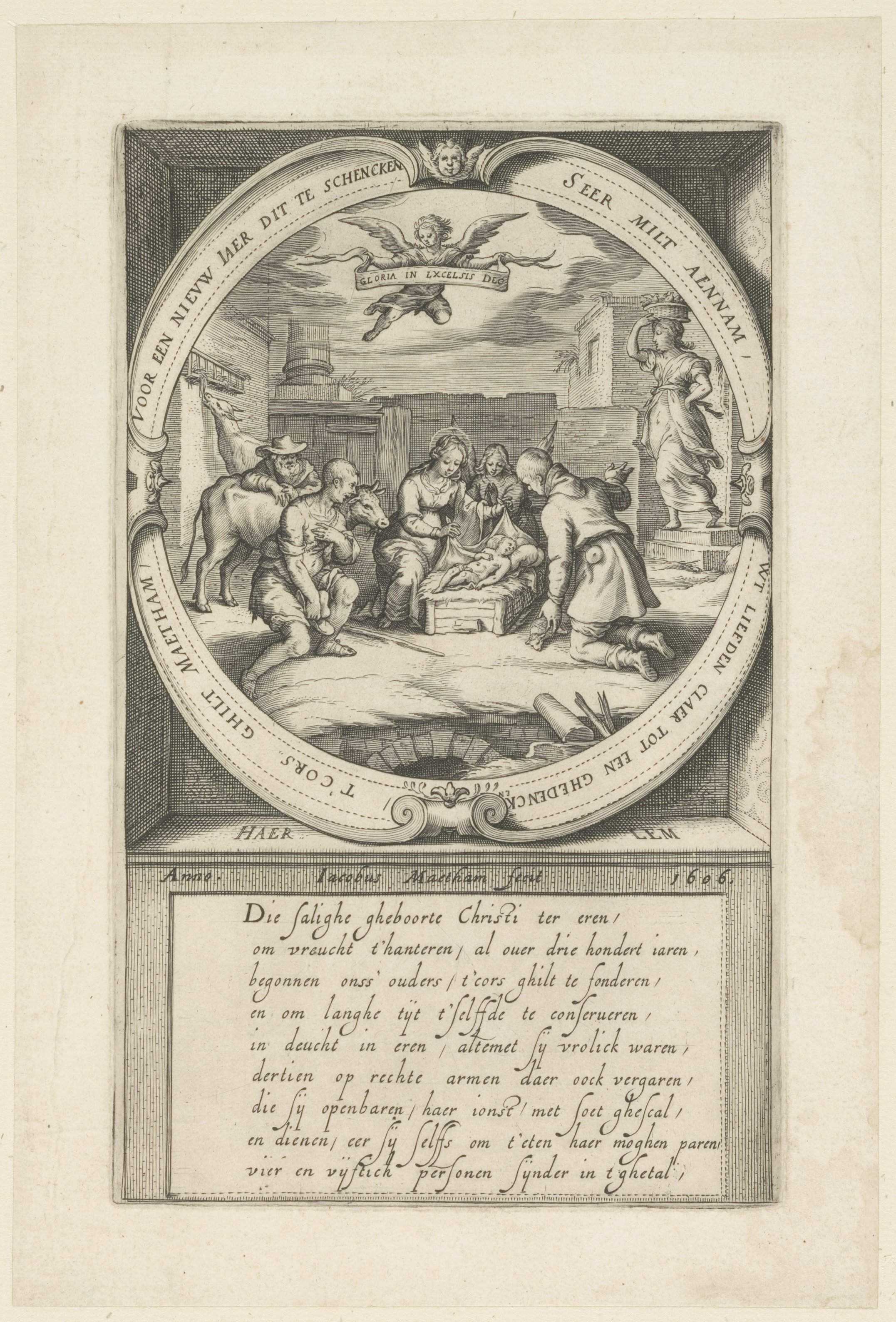
Nieuwjaarsprent van het gilde uit 1606 gemaakt door Jacob Matham met daarop afgebeeld de geboorte van Jezus en een gedicht met de doelstellingen van het gilde

Het Heilig Kerstmisgilde te Haarlem is een religieus gilde, eigenlijk een gemengde broederschap, die in de 14e eeuw werd opgericht ter verering van de geboorte van Christus en het bedrijven van liefdadigheid (caritas). Uit diezelfde tijd stammen ook de Jacobsbroederschap en het Schonenvaardersgilde, die beide alleen mannelijke leden hadden.

## Geschiedenis
Het gilde had eerst een eigen altaar en later een eigen kapel in de Grote of Sint-Bavokerk. De gildebroeders en -zusters hechtten veel belang aan het op plechtige wijze gedenken van Christus' geboorte, door het regelmatig vieren van H.Missen en de verfraaiing van hun kapel. In 1413 schonk de gildebroeder Willem van Schoten een altaar met 'toebehoren'. In dezelfde schenkingsakte droeg Willem van Schoten zijn grafkelder onder de kapel aan het gilde over. Hierin konden gildeleden tegen betaling worden bijgezet. In 1557 liet burgemeester en gildelid Pieter van Adrichem van Dorp (bezitter van stoel 39) bij de vergroting van de kerk de kerstkapel in renaissancestijl verbouwen en schonk hij het gilde een eikenhouten gestoelte.
Met de kerk werd de kapel in 1578 in protestantse handen 'overgedragen' en de gildeleden kwamen daarna bijeen in de schuilkerk Sint-Bernardus aan de Bakenessergracht. De grafkelder bleef wel in bezit van het gilde. Toen in 1606 zonder toestemming van het gilde iemand in hun kelder werd begraven, werd fel geprotesteerd. Het duurde enkele jaren voordat weer onomstotelijk vaststond dat de grafkelder eigendom van het gilde was. Pas sedert 1925 heeft het gilde weer een eigen kapel in de in 1898 gereed gekomen kathedrale basiliek Sint Bavo. Deze is onder andere opgesierd met glas-in-loodramen, kroonluchters en wandschilderingen van Han Bijvoet.

## Organisatie
Het gilde kent 54 gildebroeders/-zusters: aanvankelijk 27 mannen en 27 vrouwen. Zevenentwintig (3 x 3 x 3) was in de middeleeuwen een symbolisch en heilig getal. Gildeleden hebben (als gezeten burgers?) een stoel in het gilde en worden 'stoelbezitters' genoemd. Hun stoel kan door vererving, schenking of zelfs verkoop overgaan naar een ander, dikwijls een familielid.
Het bestuur bestaat sinds 1617 uit een deken en twee vinders. De deken treedt na een jaar af en wordt opgevolgd door de eerste vinder. De afgetreden deken blijft nog twee jaar als adviseur deelnemen aan de bestuursvergaderingen. De tweede vinder wordt dan eerste vinder. Als nieuwe tweede vinder wordt weer een andere stoelbezitter aangezocht. In de beginfase bestond dit 'bestuursritme' niet; de deken bleef soms langer dan een jaar in functie en er waren meer vinders. Vanaf 1379 had het bestuur nog maar drie vinders en vanaf 1617 nog maar twee. Een belangrijke rol is weggelegd voor de thesaurier-secretaris, die geen deel uitmaakt van het bestuur, zelfs geen stoelbezitter hoeft te zijn en voor onbepaalde tijd wordt benoemd. Hij/zij is belast met de facto alle organisatorische taken. De laatste jaren is deze functie opgesplitst: een secretaris en een penningmeester verrichten als niet-bestuursleden de bij die functies passende taken en zulks voor onbepaalde tijd.

## Kerstmaaltijd
Rond Kerstmis kwamen de stoelbezitters bijeen voor een kerstmaal. In de eerste jaren was dat in een herberg, van 1480-1567 stelde het Haarlemse stadsbestuur de schepenkamer op het stadhuis hiervoor beschikbaar. Nadien aten de stoelbezitters in de Oude Doelen. Bij de maaltijden werden steeds dertien armen uitgenodigd, die door vier stoelbezitters werden bediend. Dit getal 13 is niet toevallig gekozen, het is immers het getal van Jezus en zijn twaalf apostelen. Ook werden jaarlijks aan 34 brave behoeftigen grutterswaren uitgedeeld; 34 is het levensjaar waarin Christus stierf. Deze armen, die van goed gedrag moesten zijn, werden zorgvuldig geselecteerd.
In de 19e eeuw besloot men niet meer meerdere dagen achtereen bij elkaar te komen maar slechts één bijeenkomst met maaltijd te organiseren. Ook verkozen de stoelbezitters om in een herberg net buiten de stad te eten, en werd de datum steeds meer naar de zomer verplaatst. Door vererving en dergelijke kwamen in die tijd meer stoelhouders niet meer uit Haarlem en reizen was in de zomermaanden gemakkelijker dan in de wintermaanden. In 1959 is de frequentie der samenkomsten weer veranderd: een gildebijeenkomst kort na Kerstmis en een midzomerbijeenkomst.
De bijeenkomst begint met een H. Mis in de kerstkapel, of zo nodig in een andere kerk in (de omgeving van) Haarlem. Daarna wordt gezamenlijk van een maaltijd genoten. De liefdadigheid heeft een meer eigentijdse vorm gekregen: er worden nu jaarlijks schenkingen gedaan aan diverse charitatieve instellingen in Haarlem of het bisdom Haarlem-Amsterdam.

## Archieven
Het oudste document van het gilde is een in ruw kalfsleer gebonden boekwerk dat het Ruyche Boek wordt genoemd. Het vangt zonder inleidende bewoordingen aan met het jaar 1371, omdat het eerste katern van het boek ontbreekt. De exacte oprichtingsdatum ligt daardoor niet vast. Men is lang ervan uitgegaan dat het gilde in 1300 is opgericht, maar, kijkend (en terugrekenend) naar het aantal jaren dat elk katern omvat en naar de rampspoed die zich in 1316 te Haarlem heeft voorgedaan, is het vrijwel zeker dat het gilde in 1317 werd opgericht. In 2017 kon dan ook het 700-jarig bestaan worden gevierd. Het archief is in 2005 in bruikleen gegeven aan het Noord-Hollands Archief.